# Glisno (gmina Lubniewice)
Glisno (niem. Gleißen) – wieś w Polsce położona w województwie lubuskim, w powiecie sulęcińskim, w gminie Lubniewice.
W latach 1975–1998 miejscowość należała administracyjnie do województwa gorzowskiego.
We wsi swoją siedzibę ma Klub Sportowy Glisno, który występuje w A-klasie. Na południowy wschód od wsi (folwark Posersfelde, późniejsze Osieczyce) funkcjonowała od roku 1820 najstarsza kopalnia węgla brunatnego na Ziemi Lubuskiej "Caroline & Herrmann".

## Zabytki
Do wojewódzkiego rejestru zabytków wpisane są:
- kościół ewangelicki, obecnie rzymskokatolicki filialny pod wezwaniem Najświętszego Serca Pana Jezusa z 1837 roku
- zespół pałacowy z XVIII/XIX wieku:

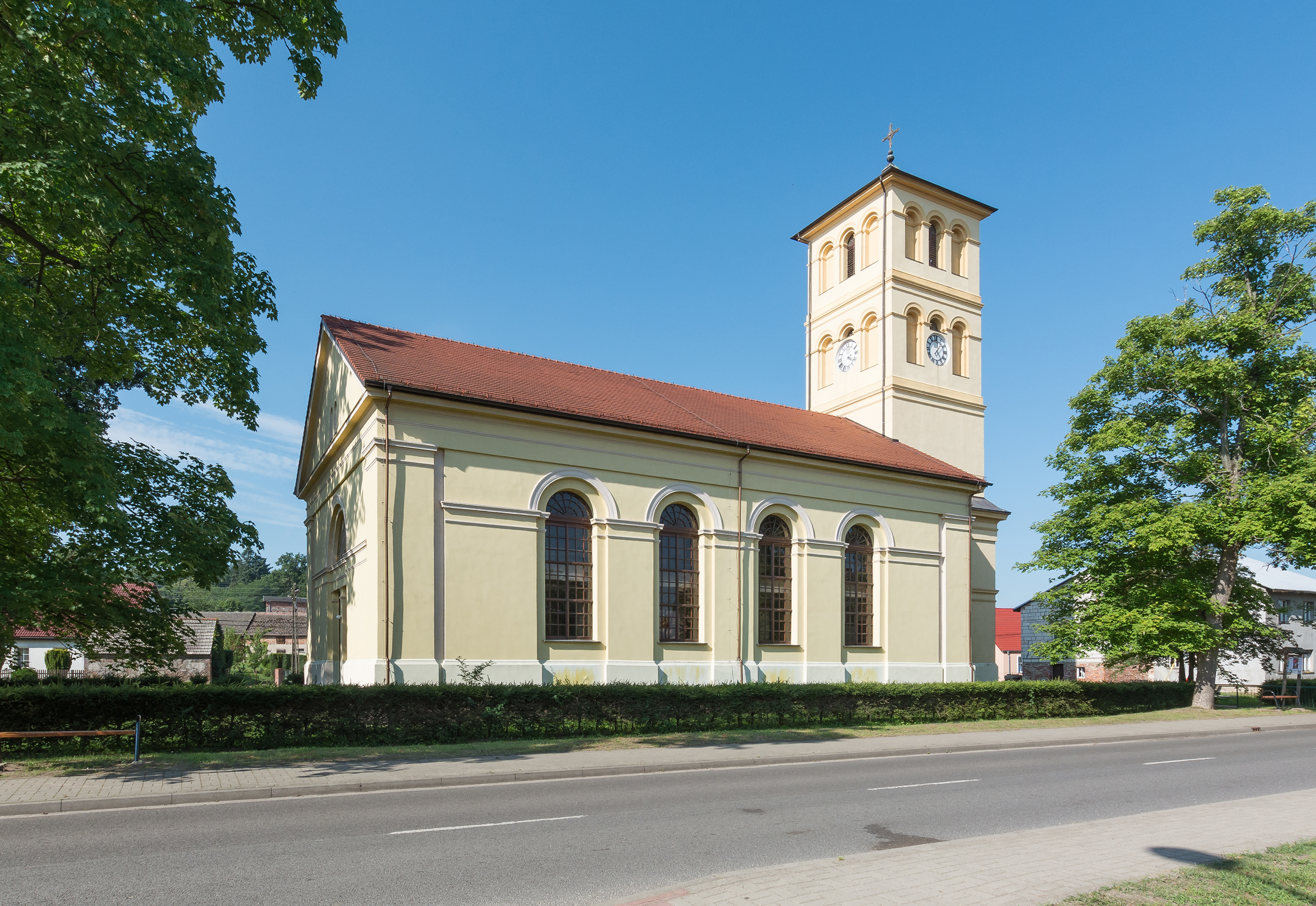
Kościół Najświętszego Serca Pana Jezusa w Gliśnie

  - pałac
  - oficyna
  - park
  - pawilon parkowy – sztuczna ruina
  - mauzoleum.